# Apače (Apače, Slovenija)
Apače je naselje u slovenskoj Općini Apači. Apače se nalazi u pokrajini Štajerskoj i statističkoj regiji Pomurju. 

## Stanovništvo
Prema popisu stanovništva iz 2002. godine naselje je imalo 532 stanovnika.